# Winter diary 〜A7 Classical〜
『Winter diary 〜A7 Classical〜』（ウィンター・ダイアリー・エー・セブン・クラシカル）は、2015年12月23日にavex traxより発売された日本の歌手・浜崎あゆみのリミックス・アルバム。

## 解説
クラシック・アルバムとしては2015年1月にリリースした『LOVE CLASSICS』以来、約11か月ぶりのリリースである。
唯一のオリジナル新曲として収録された「Winter diary」のミュージック・ビデオが、翌年6月29日にリリースのアルバム『M(A)DE IN JAPAN』に収録されている。
ちなみに「Winter diary」は、ミニアルバム「sixxxxxx」に収録されている「Summer diary」の続編で、歌詞もリンクする内容となっている。

## 制作背景
2015年にリリースされたアルバム『A ONE』、ミニアルバム『sixxxxxx』より10曲をアレンジし収録されている。収録曲の「WARNING」「NO FUTURE」「The Show Must Go On」の3曲はバイオリニストの岡部磨知が参加している。ちなみに岡部の所属事務所は、かつて所属していたサンミュージックプロダクションである。

## 収録曲
全11曲収録
1. WARNING "Classical Version" [3:49]
arrangement : Takashi Ohmama
2. Step by step "Classical Version" [4:29]
arrangement : Daisuke Kadowaki
3. Sorrows "Classical Version" [4:38]
arrangement : Yoshihiko Ishizaka
4. Last minute "Classical Version" [4:21]
arrangement : Natsumi Tabuchi
5. Summer diary "Classical Version" [4:23]
arrangement : Hanae Nakamura
6. Sky high "Classical Version" [3:49]
arrangement : Yutaka Yamada
7. NO FUTURE "Classical Version" [5:50]
arrangement : Yuri Habuka
8. Out of control "Classical Version" [4:47]
arrangement : Natsumi Tabuchi
9. The GIFT "Classical Version" [3:47]
arrangement : Hanae Nakamura
10. The Show Must Go On "Classical Version" [6:16]
arrangement : Shu Kanematsu
11. Winter diary "Original mix" [5:42]
words : ayumi hamasaki / composition : Tetsuya Komuro / arrangement : Yuta Nakano

## 収録ライブ映像
- Winter diary
  - 『ayumi hamasaki COUNTDOWN LIVE 2015-2016 A 〜M(A)DE IN TOKYO〜』(ayumi hamasaki ARENA TOUR 2016 A 〜M(A)DE IN JAPAN〜)